# Communauté de communes Des Monts et des Vignes
La Communauté de communes Des Monts et des Vignes est une ancienne structure intercommunale française située dans le département 
de Saône-et-Loire et la région Bourgogne-Franche-Comté.

## Composition
| Nom                            | Code Insee | Gentilé          | Superficie (km2) | Population (dernière pop. légale) | Densité (hab./km2) |
| ------------------------------ | ---------- | ---------------- | ---------------- | --------------------------------- | ------------------ |
| Saint-Léger-sur-Dheune (siège) | 71442      | Léodégariens     | 12,16            | 1 570 (2014)                      | 129                |
| Aluze                          | 71005      | Aluziens         | 6,01             | 253 (2014)                        | 42                 |
| Bouzeron                       | 71051      | Bouzeronnais     | 3,70             | 142 (2014)                        | 38                 |
| Chamilly                       | 71078      | Chamilliacois    | 4,70             | 146 (2014)                        | 31                 |
| Charrecey                      | 71107      | Charcycois       | 5,48             | 309 (2014)                        | 56                 |
| Chassey-le-Camp                | 71109      | Chasséens        | 8,62             | 336 (2014)                        | 39                 |
| Cheilly-lès-Maranges           | 71122      | Cheillais        | 7,00             | 540 (2014)                        | 77                 |
| Couches                        | 71149      | Couchois         | 19,52            | 1 435 (2014)                      | 74                 |
| Dennevy                        | 71171      | Denneviens       | 4,62             | 303 (2014)                        | 66                 |
| Dracy-lès-Couches              | 71183      | Dracéens         | 8,27             | 153 (2014)                        | 19                 |
| Essertenne                     | 71191      | Essertennois     | 12,82            | 460 (2014)                        | 36                 |
| Morey                          | 71321      |                  | 13,32            | 212 (2014)                        | 16                 |
| Perreuil                       | 71347      | Perreuillois     | 9,16             | 536 (2014)                        | 59                 |
| Remigny                        | 71369      |                  | 2,45             | 445 (2014)                        | 182                |
| Saint-Bérain-sur-Dheune        | 71391      | San-Bérinois     | 12,67            | 561 (2014)                        | 44                 |
| Saint-Gilles                   | 71425      |                  | 3,64             | 267 (2014)                        | 73                 |
| Saint-Jean-de-Trézy            | 71431      | Trézijeannois    | 11,10            | 348 (2014)                        | 31                 |
| Saint-Maurice-lès-Couches      | 71464      | Couchimauriciens | 4,69             | 180 (2014)                        | 38                 |
| Saint-Sernin-du-Plain          | 71480      |                  | 14,45            | 583 (2014)                        | 40                 |
| Sampigny-lès-Maranges          | 71496      |                  | 2,70             | 160 (2014)                        | 59                 |

## Historique
- La communauté de communes a vu le jour le 1er janvier 2014 à partir de la fusion entre les communautés de commune entre Monts et Dheune et autour du Couchois[1].
- Le 1er janvier 2017, avec la mise en place du nouveau schéma départemental de coopération intercommunale, la communauté de communes est dissoute. Ses communes sont rattachées aux intercommunalités suivantes :
  - Communauté urbaine Creusot-Montceau
  - Communauté d'agglomération Chalon - Val de Bourgogne
  - Communauté de communes du Grand Autunois Morvan